# Lynne Strow Piccolo
Lynne Strow Piccolo (Waterbury, 17 giugno 1943) è un soprano statunitense naturalizzato italiano, il cui repertorio è particolarmente associato a quello italiano del soprano spinto.

## Biografia
Dopo aver studiato all'Hartt College of Music con Arthur Koret, iniziò a cantare nel registro di mezzosoprano. Nel 1970 si trasferì a Milano per continuare i suoi studi con il tenore Carlo Alfieri.
Nel 1974 vinse, già come soprano, il primo premio al Concorso Voci liriche dal mondo indetto dalla Rai. Pochi mesi prima aveva vinto, a Busseto, il primo premio al Concorso Voci Verdiane.
Il debutto teatrale nel registro di soprano, nel 1975, al Teatro dei Rinnovati di Siena in Ifigenia in Tauride di Gluck, le aprì le porte delle istituzioni musicali italiane: si ricordano, tra l'altro, Maria Stuarda a Bologna e Torino e Il trovatore a Palermo e Venezia. 
Con il repertorio verdiano ed in particolare con Un ballo in maschera e La forza del destino, rispettivamente a Stoccarda e Colonia, dal 1978 iniziò ad esibirsi in teatri internazionali.
Cantò alla Hamburgische Staatsoper, al Gran Teatre del Liceu, alla Deutsche Oper Berlin, al Covent Garden, alla Bayerische Staatsoper, alla Salle Pleyel di Parigi, alla Wiener Staatsoper, all'Arena di Verona, al Teatro alla Scala, e in teatri del Sud e Nord America, nei ruoli di Lodoïska, Norma, Sieglinde, suo unico ruolo wagneriano, e molteplici eroine di Verdi e del Verismo.
Apparve al Festival di Ludwigsburg, cantò Aida al Teatro dell'Opera di Budapest e Manon Lescaut alla Den Norske Opera,  prese parte alla prima esecuzione europea del ciclo Songs of the Rose of Sharon, di John La Montaine, al Teatro di San Carlo nel 1975 e alla Messa da Requiem di Verdi nella Cattedrale di Cracovia e nella piazza principale di Varsavia in occasione del quarantesimo anniversario dell'Invasione della Polonia.
Tornò occasionalmente ad esibirsi negli Stati Uniti cantando all'Opera di San Diego nel ruolo di Desdemona nel 1976 e, in anni successivi, all'Opera di New Orleans,  alla Florida Grand Opera, con l'Orchestra Sinfonica di Indianapolis.
Registrò opere (Zazà, Isabeau, Nerone, Amica) e concerti per la Rai, Radio France e per le radio olandese e tedesca.
È stata degna di nota per la radiosità del suono e la correttezza dello stile negli Oratori (La Resurrezione, Lazarus),nella Cantata (Apollo e Dafne ) e nelle arie da concerto.
Rodolfo Celletti scrisse di lei: "La voce della Strow è ricca, calda, intensa, ma dolcissima" e Fedele D'Amico la considerava "capace di mirabili modulazioni".
Condusse la sua carriera essenzialmente in Europa principalmente nel repertorio di Verdi e nelle opere del Verismo.
Nel 1988 si ritirò dalle scene per motivi familiari.

## Repertorio
- Vincenzo Bellini
- Norma, nel ruolo della protagonista
- Luigi Cherubini
- Lodoïska, nel ruolo della protagonista
- Gaetano Donizetti
- Maria Stuarda, nel ruolo della protagonista
- Umberto Giordano
- Andrea Chénier, nel ruolo di Maddalena di Coigny
- Christoph Willibald Gluck
- Ifigenia in Tauride, nel ruolo della protagonista
- Werner Egk
- Peer Gynt, nel ruolo di Aase
- Georg Friedrich Händel
- La Resurrezione, nel ruolo di Maria Maddalena
- Apollo e Dafne, nel ruolo di Dafne
- Ruggero Leoncavallo
- Zazà, nel ruolo della protagonista
- Jan Meyerowitz
- The barrier (Il mulatto), nel ruolo di Cora
- Pietro Mascagni
- Amica, nel ruolo della protagonista
- Cavalleria rusticana, nel ruolo di Santuzza
- Isabeau, nel ruolo della protagonista
- Le maschere, nel ruolo di Rosaura
- Nerone, nel ruolo di Atte
- Francis Poulenc
- I dialoghi delle Carmelitane, nel ruolo di Mere Marie
- Giacomo Puccini
- Madama Butterfly, nel ruolo di Suzuki
- Manon Lescaut, nel ruolo della protagonista
- Tosca, nel ruolo della protagonista
- Turandot, nel ruolo della protagonista
- Franz Schubert
- Lazarus, nel ruolo di Maria
- Giuseppe Verdi
- Nabucco, nel ruolo di Abigaille
- Attila, nel ruolo di Odabella
- Ernani, nel ruolo di Elvira
- Macbeth, nel ruolo di Lady Macbeth
- Il trovatore, nel ruolo di Leonora
- Un ballo in maschera, nel ruolo di Amelia
- La forza del destino, nel ruolo di Leonora di Vargas
- Don Carlo, nel ruolo di Elisabetta di Valois
- Aida, nel ruolo della protagonista
- Otello, nel ruolo di Desdemona
- Richard Wagner
- La Valchiria, nel ruolo di Sieglinde

## Discografia
- Pietro Mascagni, Isabeau, direttore Kees Bakels, Utrecht, 14-02-1982, 2CD, Bongiovanni 2002, GB 2341/42-2.
- Pietro Mascagni, Nerone, direttore Kees Bakels, Utrecht,16-11-1986, 2 CD, Bongiovanni, GB 2052/53-2.
- Ruggero Leoncavallo, Zazà, direttore Maurizio Arena, Torino, 6-7-1976, 2CD, Gala GL 100.732.

## Premi
- 1975 Apollo Musagete-Premio internazionale Guido monaco per la musica, Talla (Arezzo)